# سعادة (جيشان)

تعديل مصدري - تعديل

سعادة هي إحدى قرى عزلة جيشان بمديرية جيشان التابعة لمحافظة أبين، بلغ تعداد سكانها 66 نسمة حسب تعداد اليمن لعام 2004.